# Rudolf Gallati
Pour les articles homonymes, voir Gallati.
Rudolf Gallati, né le 16 avril 1845 à Glaris et mort le 3 novembre 1904 à Ouchy, est un juriste et homme politique suisse.

## Biographie
Rudolf Gallati, fils du cordonnier et futur avocat Rudolf Gallati, il étudie le droit aux universités de Zurich, Heidelberg et Leipzig. À Zurich, il rejoint le Corps Helvetia.
En 1866, il s'installe à Glaris comme avocat . En 1871, il devient procureur. En 1904, il devient juge au Tribunal fédéral suisse à Lausanne. Dans l'armée suisse, il embrasse la carrière d'officier. En 1884, il est promu colonel. En tant que brigadier, il commande le front sud du Gothard. En 1884, il cofonde la Banque cantonale de Glaris, dont il est le président jusqu'en 1886. En 1902, il fonde la fabrique de meubles Horgen-Glarus.
De 1872 à 1886, Rudolf Gallati est membre du triple Landrat du canton de Glaris, puis du Landrat glaronnais de 1887 à 1904. De 1875 à 1881 et de 1899 à 1904, il a été président de la commune de Glaris. Après les élections fédérales de 1887, il fait partie du Conseil national suisse jusqu'en 1904, dont il est le président en 1896. De 1888 à 1891, il est président central du Club alpin suisse et membre de la section Tödi.
Au début de sa carrière politique, Rudolf Gallati appartient à l'opposition démocratique. Plus tard, il est libéral. À partir de 1893, il est classé dans le camp des démocrates radicaux au niveau fédéral. De 1898 à 1904, il fait partie du comité central du Parti libre-démocrate de Suisse.
En tant que membre du Conseil national, il propose la création d'un fonds pour une assurance fédérale contre les accidents et les maladies. En ce qui concerne les relations entre l'État et l'Église, il défend une position radicale. Sur les questions sociales, il adopte une position libérale-conservatrice. Dans le domaine militaire en particulier, il est partisan de la centralisation.
Rudolf Gallati est marié à Martha Zweifel, une fille du Landammann glaronnais et du conseil des État Esajas Zweifel. Il meurt à la suite d'un accident.